# Brandýsek
Brandýsek (též Brandejsek, německy Brandeisl) je obec v okrese Kladno ve Středočeském kraji, leží 6 km severovýchodně od Kladna. Má rozlohu 3,89 km² a žije zde přibližně 2 300 obyvatel. PSČ místní pošty je 273 41. Je zde základní i mateřská škola, 4 obchody se smíšeným zbožím, hřiště, záchranná stanice pro divoká zvířata a zdravotní středisko, které navštěvuje i většina obyvatel z okolí.

## Historie
První zmínka o obci (in villa Brandis) pochází z roku 1345. Až do počátku 19. století zněl název obce Brandýs (u Slaného), teprve od této doby se pro lepší odlišení od měst stejného jména užívá ve zdrobnělé podobě Brandýsek (proto také přídavné jméno nezní brandýsecký, ale uchovalo si tvar brandýský).

### Územněsprávní začlenění
Dějiny územněsprávního začleňování zahrnují období od roku 1850 do současnosti. V chronologickém přehledu je uvedena územně administrativní příslušnost obce v roce, kdy ke změně došlo:
- 1850 země česká, kraj Praha, politický i soudní okres Slaný[5]
- 1855 země česká, kraj Praha, soudní okres Slaný[5]
- 1868 země česká, politický i soudní okres Slaný[5]
- 1939 země česká, Oberlandrat Kladno, politický i soudní okres Slaný[6]
- 1942 země česká, Oberlandrat Praha, politický i soudní okres Slaný[7]
- 1945 země česká, správní i soudní okres Slaný[8]
- 1949 Pražský kraj, okres Slaný[9]
- 1960 Středočeský kraj, okres Kladno[10]

### Rok 1932
V obci Brandýsek (přísl. Holousy, Olšany, 2699 obyvatel, poštovní úřad, telegrafní úřad, telefonní úřad, četnická stanice, sbor dobrovolných hasičů) byly v roce 1932 evidovány tyto živnosti a obchody: lékař, 2 autodílny, biograf Republika, 3 cihelny, cukrář, drogerie, obchod s dřívím, elektrotechnický závod, 4 holiči, 8 hostinců, hudební škola, 2 kapelníci, klempíř, konsum Včela, kovář, 4 krejčí, lakýrník, lékárna, malíř, 2 obchody s obuví, 4 obuvníci, 2 obchody s ovocem a zeleninou, obchod s papírem, 2 pekaři, stáčírna lahvového piva, 2 pletárny, pohřební ústav, 3 pokrývači, 2 porodní asistentky, povozník, 14 rolníků, 5 řezníků, 4 sadaři, sedlář a čalouník, sklenář, 10 obchodů se smíšeným zbožím, Živnostenská záložna v Brandýsku, 2 stavitelé, 5 švadlen, tesařský mistr, 4 trafiky, 6 truhlářů, 2 zahradnictví, 2 zámečníci, zednický mistr.

## Části obce
- Brandýsek
- Olšany

V letech 1850–2003 k obci patřily i Holousy.

## Doprava
- Silniční doprava – Do obce vedou silnice III. třídy. Okrajem území obce probíhá dálnice D7, obec leží uprostřed mezi exitem 9 (Buštěhrad) a exitem 18 (Slaný-jih).
- Železniční doprava – Obec Brandýsek leží na železniční trati Kralupy nad Vltavou - Kladno. Jedná se o jednokolejnou neelektrifikovanou trať, součást celostátní dráhy. Doprava byla na trati zahájena roku 1856. Přepravní zatížení tratě mezi Kralupy nad Vltavou a zastávkou Kladno-Vrapice v roce 2011 činilo obousměrně 15 osobních vlaků.[13] Na území obce leží mezilehlá železniční stanice Brandýsek.
- Autobusová doprava – V obci zastavovaly v červnu 2022 autobusové linky jedoucí do těchto cílů: Kladno, Kralupy nad Vltavou, Praha, Slaný, Pchery, Velvary (dopravci ČSAD MHD Kladno a ČSAD Slaný).[14]

## Pamětihodnosti

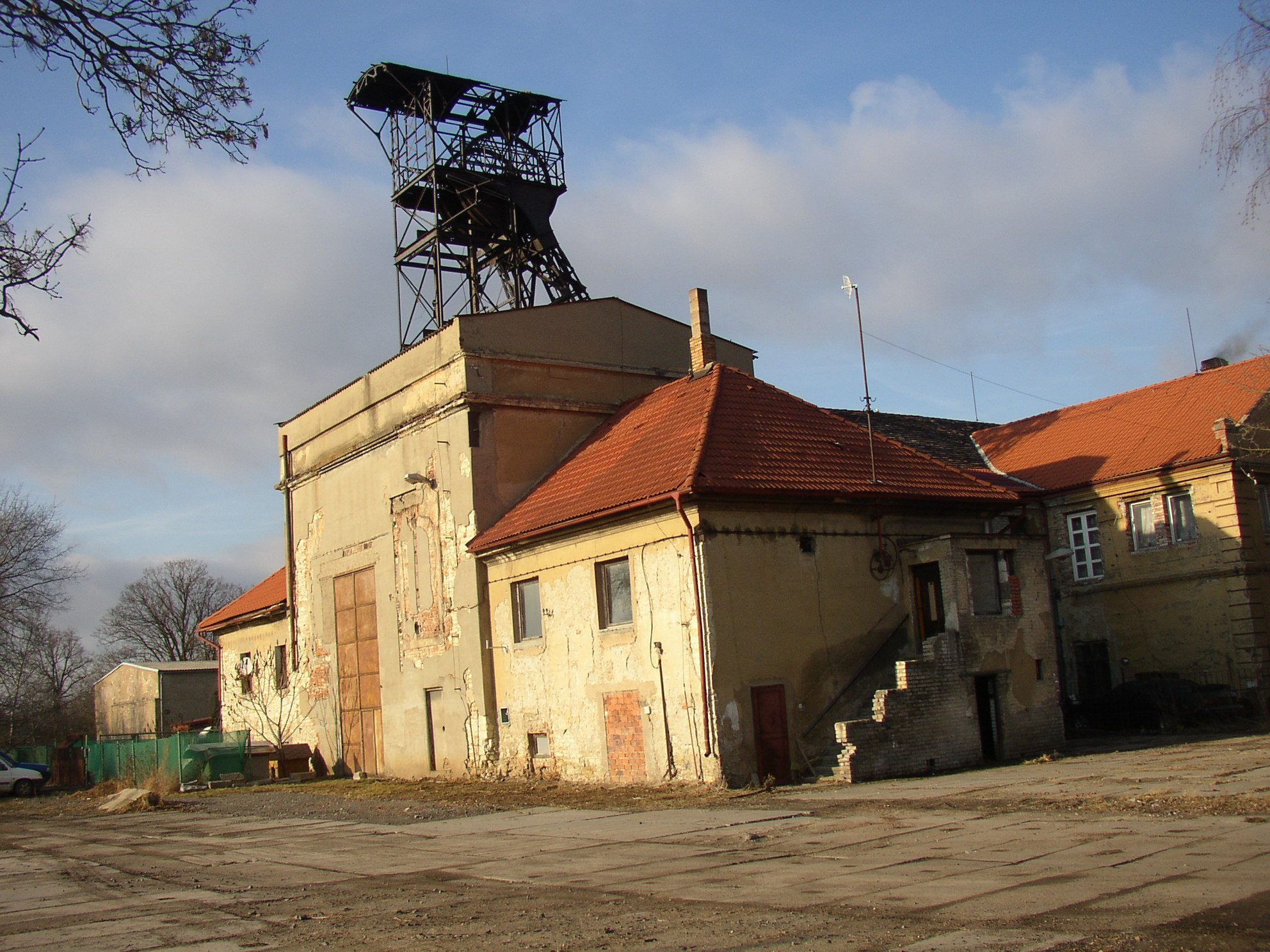
Dominanta obce, těžní věž dolu Michael

- Těžní věž dolu Michael (kulturní památka ČR), jedna z posledních dochovaných těžních věží na Kladensku. Příhradová konstrukce pochází z období let 1906 až 1910. V sousedství bývalého kamenouhelného dolu se v jihovýchodní části obce prostírá hornická kolonie z padesátých let 19. století.
- Výklenková kaplička „na Rovinách“ severně od obce, při silnici do Knovíze
- Historický kamenný milník, poblíž železničního přejezdu (za plotem zahrady po pravé straně směrem do obce)
- Pomník padlým v první světové válce, v centru obce, u školy
- Pomník civilním obětem nacistické okupace, v centru obce, při křižovatce směr Švermov
- Pamětní deska padlým za květnového povstání, na budově obecního úřadu

### Vodní park Čabárna
Významným krajinným prvkem je Vodní park Čabárna, který se nachází mezi Brandýskem a kladenskou městskou částí Švermov. Jedná se o soustavu rybníků, které tvoří přírodní ekosystém na Týneckém potoce. Čabárna byla vybudována rodinou Lážnovských za podpory Ministerstva životního prostředí ČR. Vodní park má rozlohu 3,5 ha, s cílem navrácení původní fauny a flory do přirozeného prostředí, včetně růstu kriticky ohrožených rostlin.
Své si zde najdou i rybáři, chovatelé okrasných ryb, jako jsou japonští KOI kapři, jeseteři apod. Naleznete zde také rozmanité království leknínů a vodních rostlin.
Vodní park je díky své charakteristice zároveň i naučnou stezkou pro mateřské a základní školy.

## Rodáci
- František Wald (1861–1930), chemik, vysokoškolský pedagog, rektor ČVUT
- Vilém Karlík (1872–1934), důlní inženýr a vynálezce
- Alois Dryák (1872–1932), architekt (narozen v místní části Olšany)
- Josef Háša (1875–1939), violoncellista

## Galerie

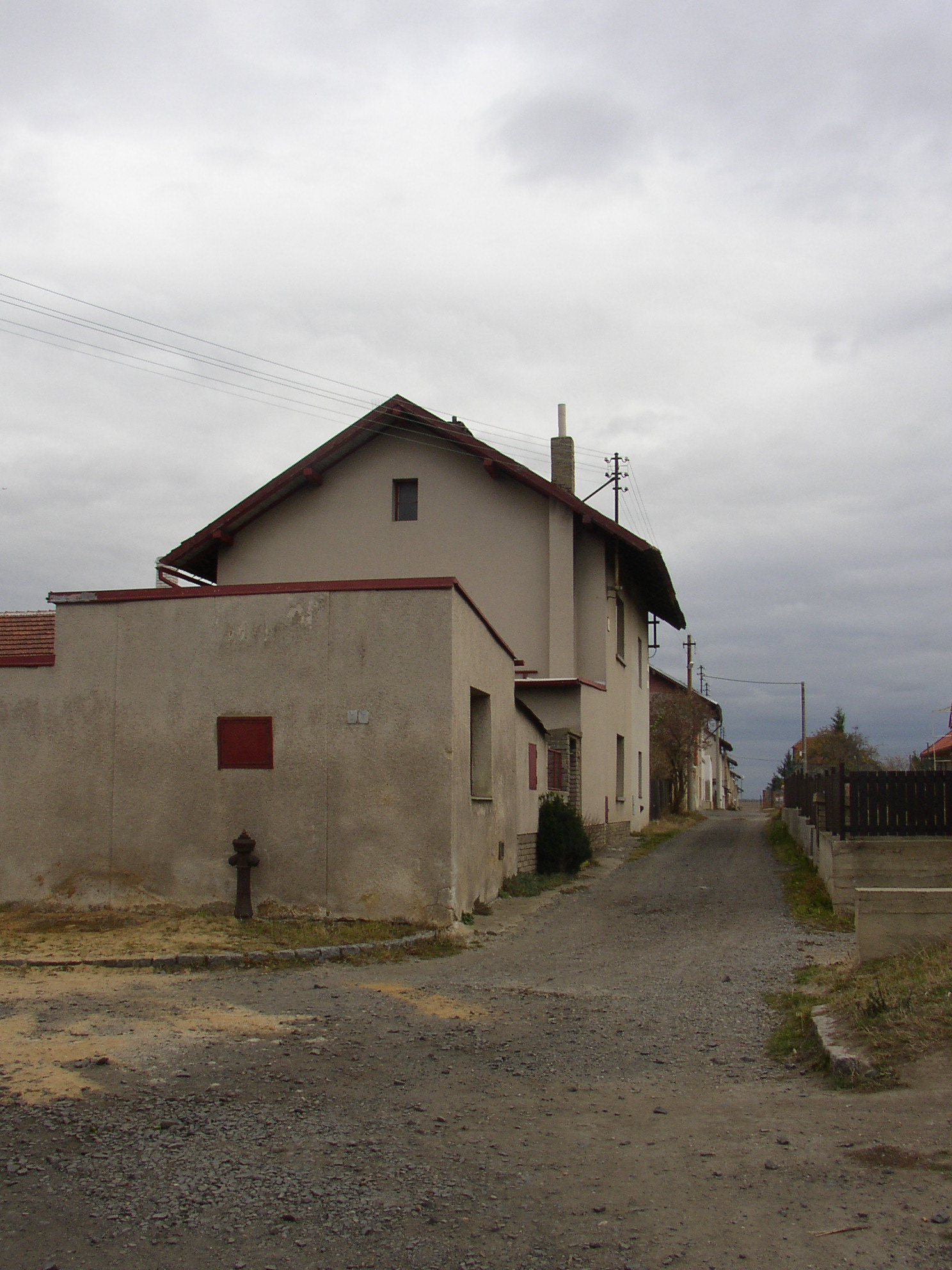
Jedna z ulic hornické kolonie
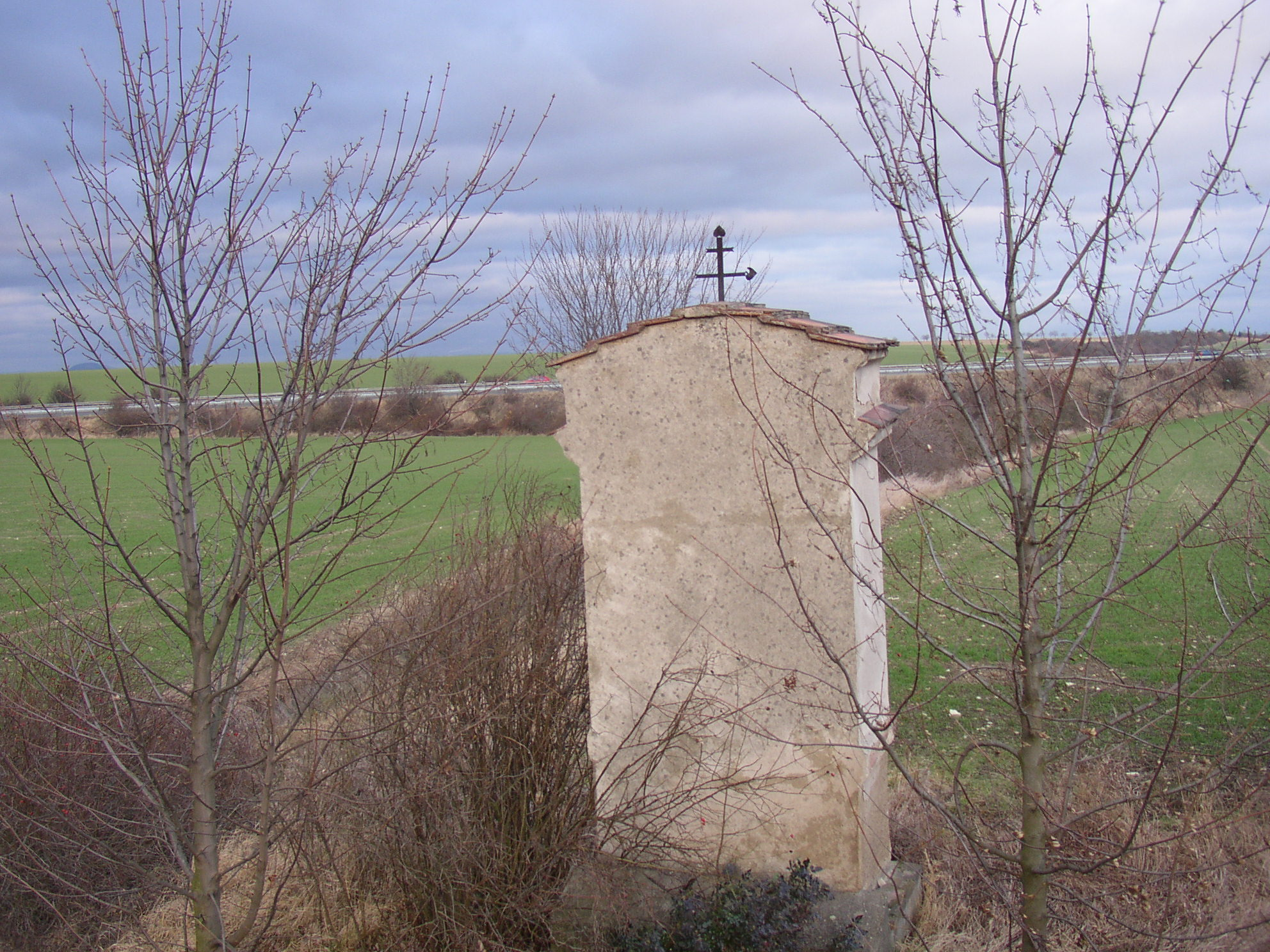
Kaplička „na Rovinách“
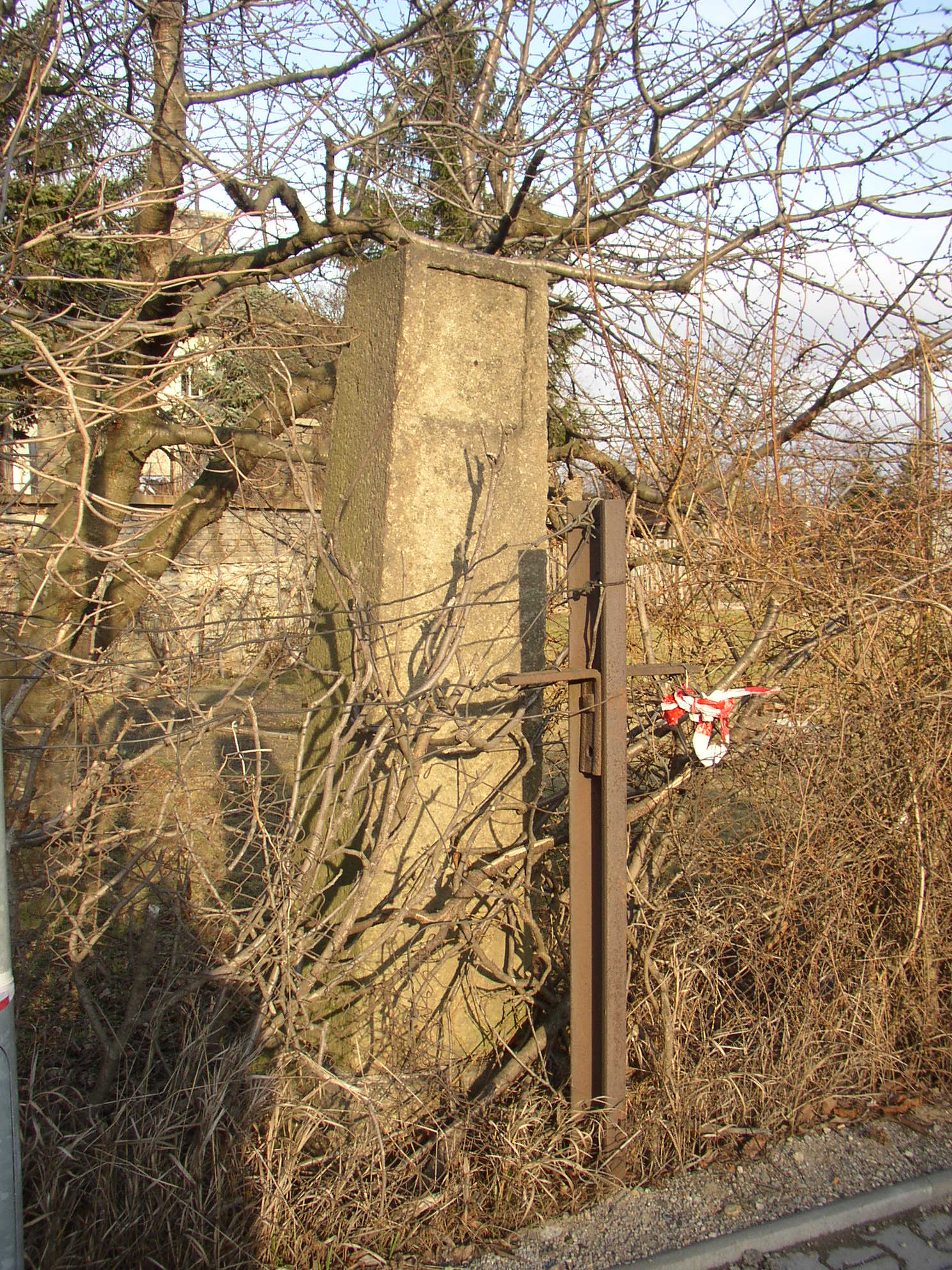
Milník
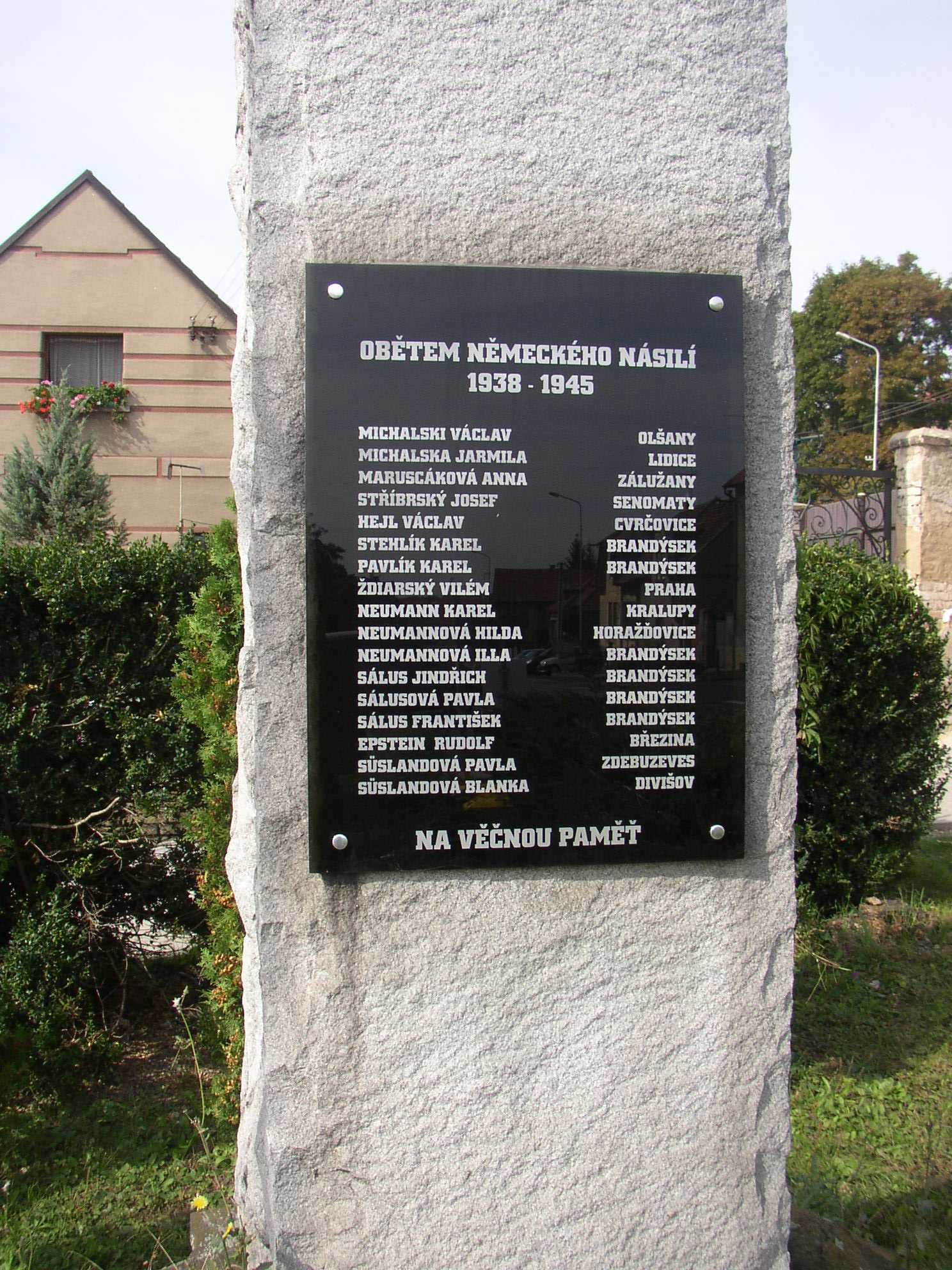
Pomník obětem nacismu
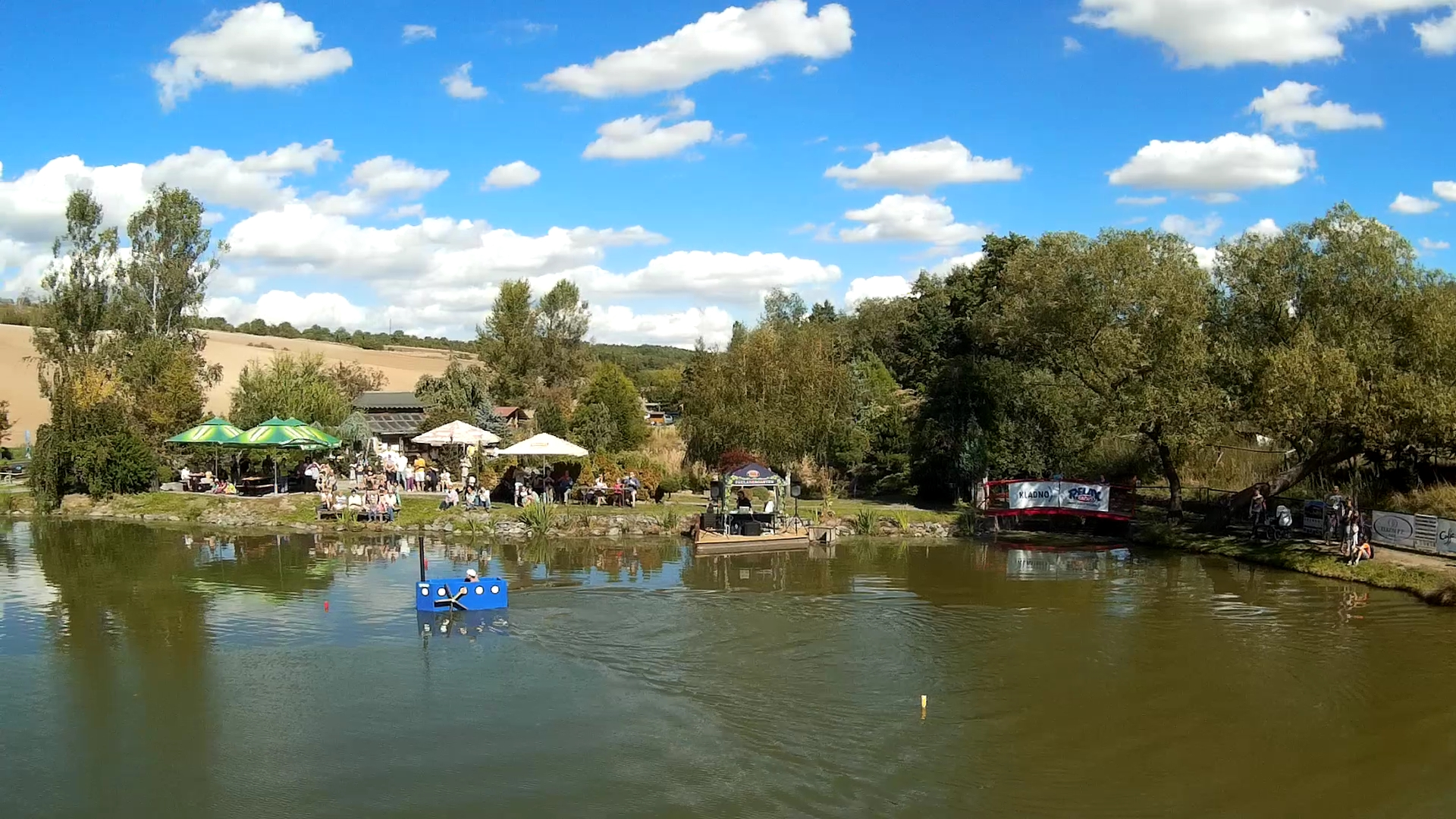
Vodní park Čabárna Lážnovský
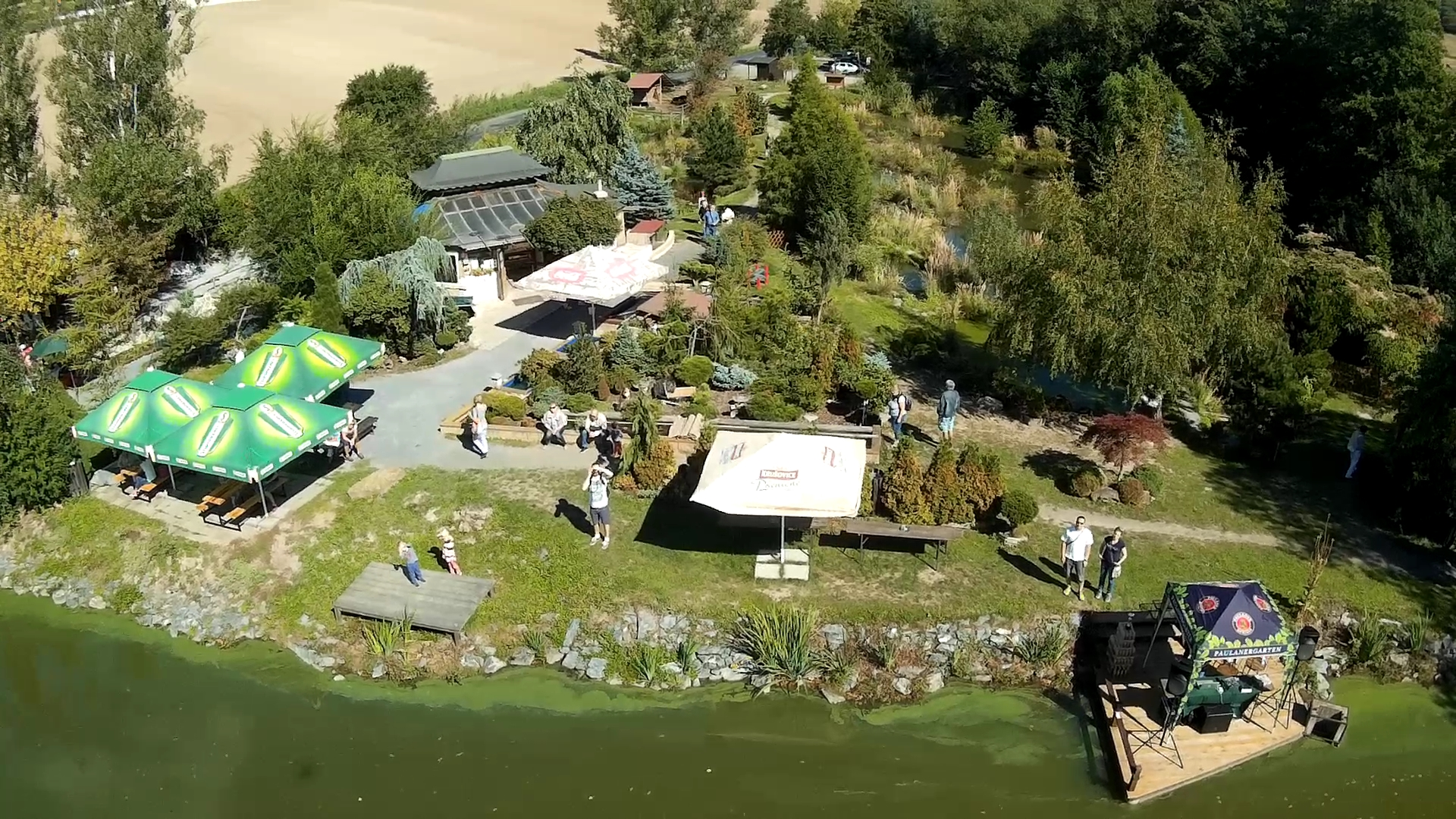
Vodní park Čabárna Lážnovský
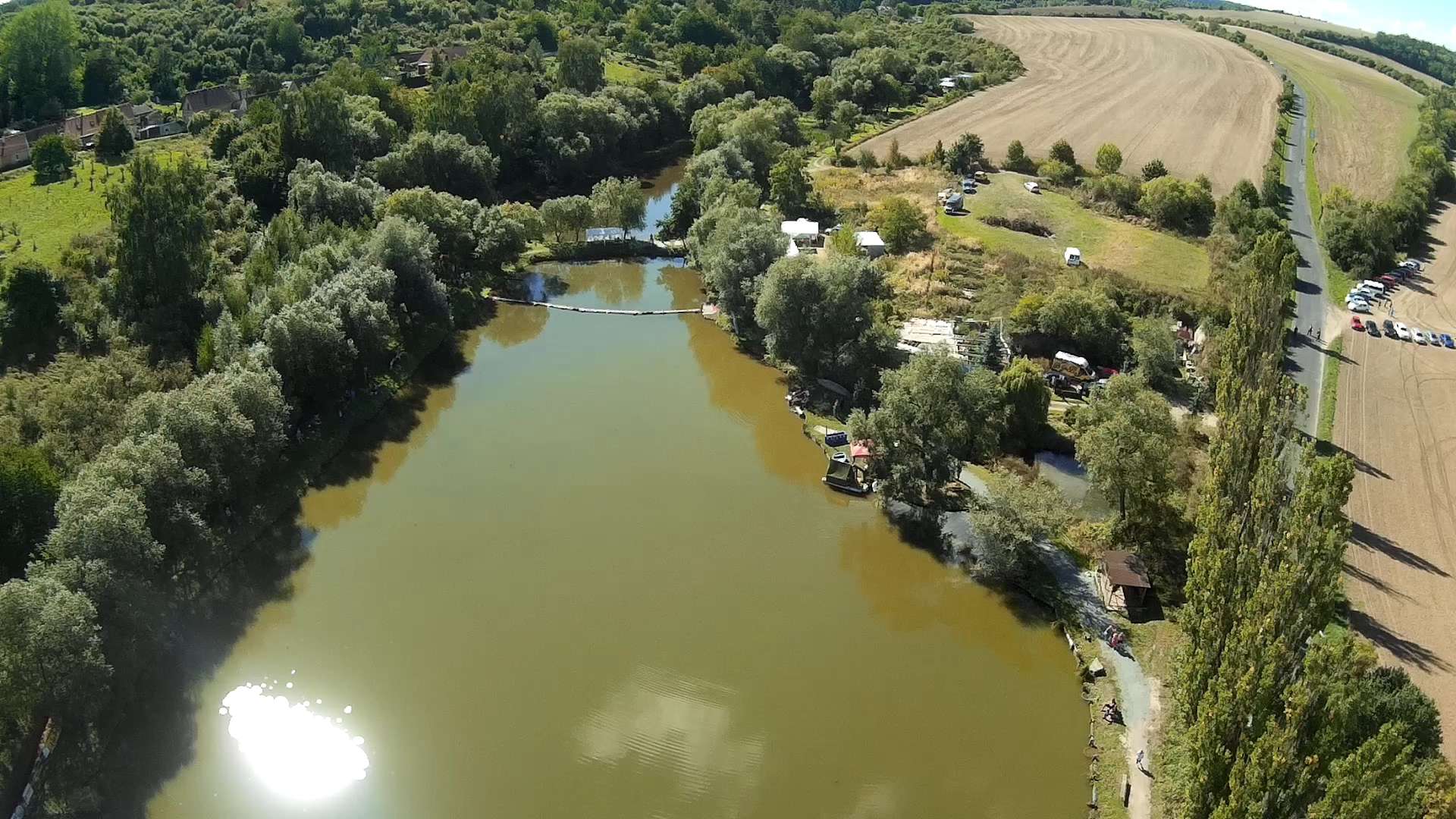
Vodní park Čabárna Lážnovský - letecký pohled
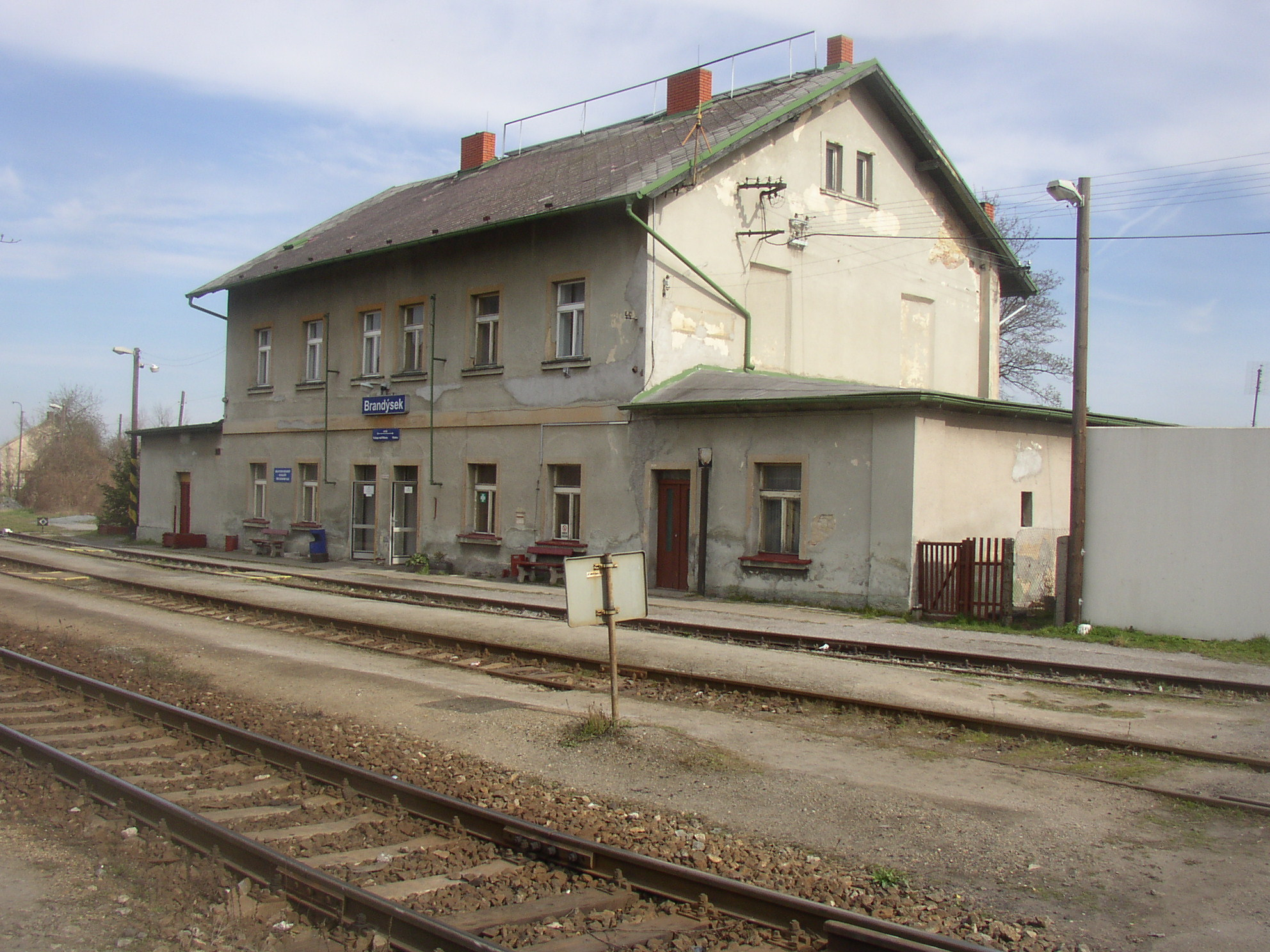
Nádraží v Brandýsku
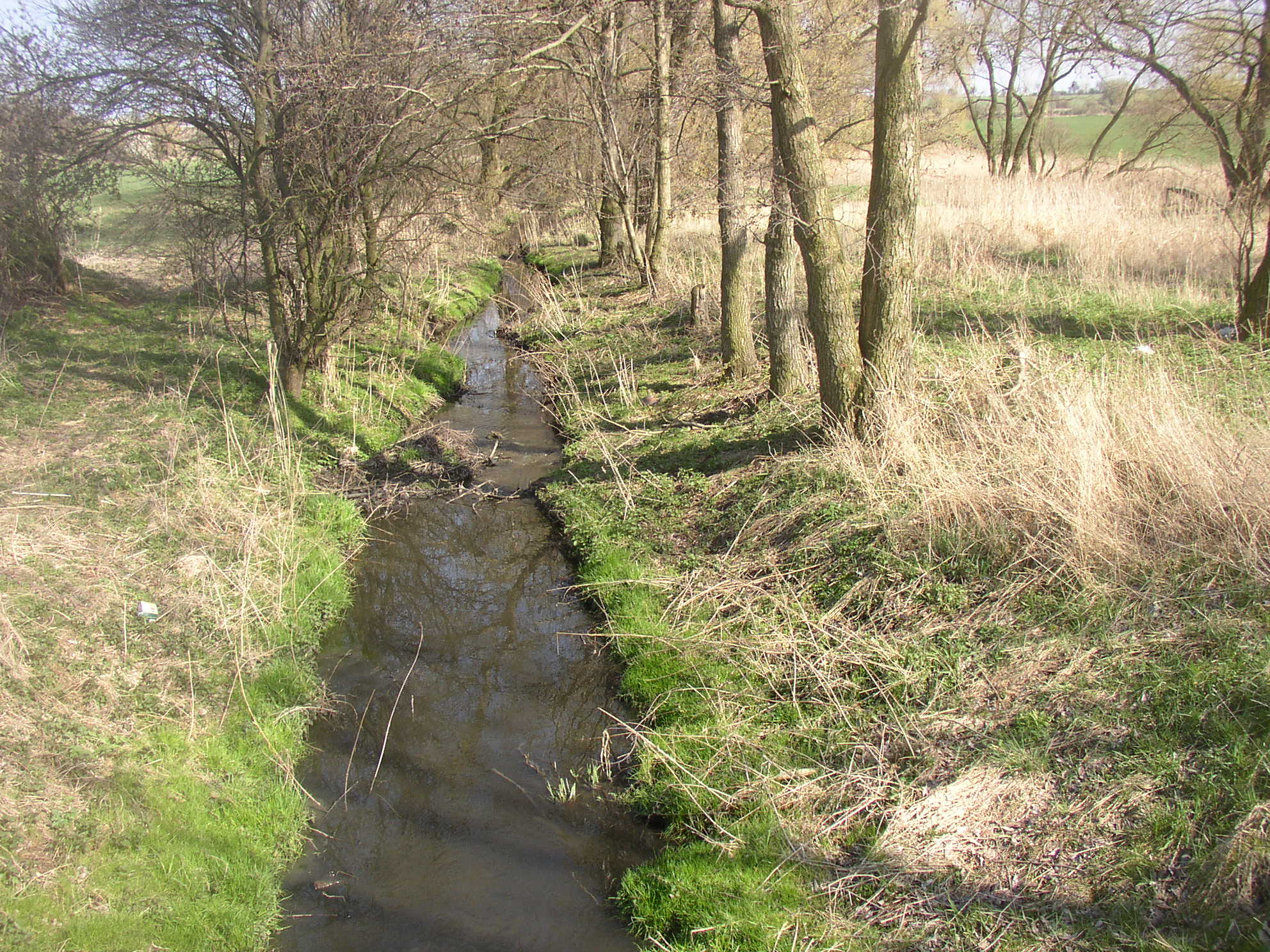
Týnecký potok u Brandýska